# عادل الفهيم
عادل عبد الله محمد الفهيم المالكي الخلوتي ، هو المحدث المسند الإماراتي ساكن دبي؛ كانت نشأته في إمارة الشارقة بدولة الإمارات العربية المتحدة وتدرج في حياته الدراسية مترعرعاً في كنف أسرة محبة للقيم العائلية و التعاليم الدينية.
تخصص في كل من المجال المالي والاقتصادي والإداري وتخرج من جامعة عين شمس في القاهرة كما قام بطلب العلم الشرعي عند عدد من علماء المسلمين. وقد اجتمع له أسانيد الحديث إلى مولانا رسول الله صلى الله عليه وسلم من طريق أسانيد علماء أهل الهند و أهل مصر و أهل الشام و أهل المغرب.

## تعليمه

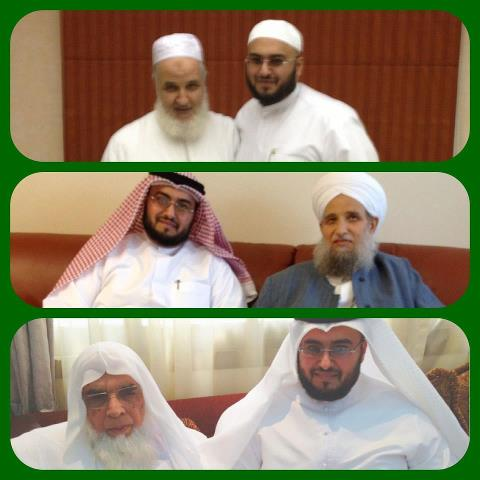
صورة الشيخ عادل الفهيم مع شيوخه
أولا مع الشيخ مصطفى البحياوي،
ثانيا مع الشيخ د.محمود الزين،
ثالثا مع الشيخ د.تقي الدين الندوي

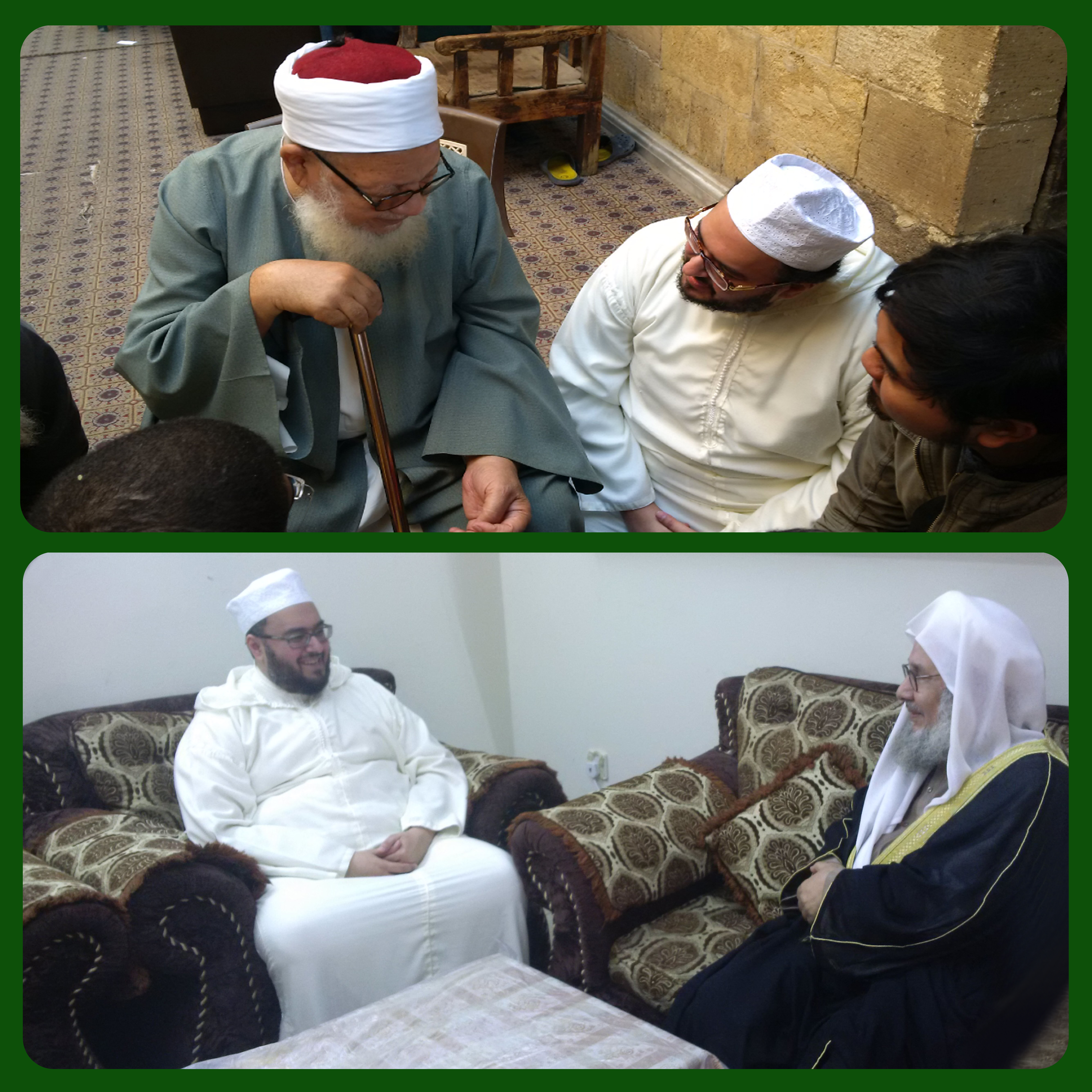
صورة الشيخ عادل الفهيم
اولا مع الشيخ احمد طه الريان
ثانيا مع الشيخ احمد خضير

قام بدراسة علوم تفسير القرآن الكريم على يد الشيخ محمود أحمد الزين الأزهري أحد علماء بلاد الشام. علاوة على دراسته لأمهات الكتب على يد 
العلامة مصطفى البحياوي والشيخ د.تقي الدين الندوي أحد مشايخ الهند إجازة، كما درس علوم الحديث وأجيز بالسند المتصل إلى رسول الله ودرس علوم الفقه من المحقق الشيخ د.أبو بكر سعداوي الجزائري الأزهري تلميذ العلامة الشيخ د.عطية محمد سالم شيخ المالكية في المدينة المنورة، كما أخذ من الشيخ أحمد الدردير والعلامة أحمد طه الريان المالكي الخلوتي الأزهري، الشيخ أحمد خضير الشافعي النبهان من مشايخ العراق،
وهو حاصل على عدد من الشهادات الأكاديمية والمهنية مثل درجة البكالوريوس في التجارة، ومحاسب قانوني، مستشار مالي، ومدرب للغة أوامر التدقيق، ومكافح اختلاسات. يتمتع بخبرة عملية طويلة في المجال الاقتصادي والمالي والإداري والتدقيق/الرقابة ونظم المعلومات والقانون التجاري.

## جوائزه
- حائز علي جائزة المفكر المالي بالشرق الأوسط وشمال أفريقا وعلى عدد آخر من الجوائز.

## دروسه
له مقالات يتناول فيها المواضيع الاقتصادية بمنظور إسلامي وشرعي علاوة على انه يناقش أهم الأحداث الاقتصادية الحيوية والمؤثرة، وله عدد من الدراسات الاقتصادية لأهم التطورات على مستوى العالم قد نشرت له في الصحف. 
يعقد الشيخ منذ عام 2009م وحتى اليوم مجلس إملاء ورواية الحديث كل يوم أربعاء بعد صلاة المغرب يحضره شيوخ العلم وطلبة الإجازة بالسند وذلك في منطقة الخوانيج بدبي بدولة الإمارات العربية المتحدة.
يعرف عنه اهتمامه و التزامه بعلوم التفسير للعلماء القدماء وخاصة القرطبي، والتزامة في الفقه بالمذاهب الأربعة وخاصة المذهب المالكي بالسلسلة المتصلة إلى الإمام مالك صاحب المذهب، أما في علوم الحديث يلتزم بالسند المتصل وخاصة في صحيح البخاري و تفسير ابن حجر العسقلاني فتح الباري، وله اهتمام في علم الأصول.

## وظائفه
يشغل/شغل الفهيم الوظائف التالية:
- عضو اللجنة العليا بحكومة دبي لبرنامج تطوير وأتمته الموازنة العامة.
- عضو لجنة حكومة دبي للتخطيط المالي.
- عضو مجلس إدارة سوق دبي المالي.
- النائب الأول لرئيس مطارات دبي لشؤون الخدمات المؤسسية.
- مدير إدارة التدقيق الداخلي في دائرة المالية في ديوان سمو الحاكم -حكومة دبي.
- نائب مدير إدارة رقابة الأداء وتدقيق نظم المعلومات والتدريب في ديوان سمو الحاكم-حكومة دبي.
- المدير العام لجمعية الإمارات للمحاسبين والمدققين القانونيين (2002-2000).
- عضو مجلس الإدارة ورئيس لجنة المؤتمرات في جمعية الإمارات للمحاسبين والمدققين القانونيين (2002-2004).
- رئيس معهد المدققين الداخليين العالمي (IIA )-فرع الإمارات (2006-2007).
- النائب الأول للرئيس بمجلس إدارة جمعية مكافحي الاختلاسات المعتمدين دولياً بالولايات المتحدة –فرع الإمارات.
- عضو لجنة قيد مدققي الحسابات بالدولة وأمين السر العام.
- ممثل دولة الإمارات العربية المتحدة في لجنة دول مجلس التعاون الخليجي للتجار ة الالكترونية ( AGCC E-Commerce Committee ).
- محكم وخبير مالي معتمد بفئة معاونو القضاة في جدول الخبراء في محاكم دبي.
- عضو مجمع المحاسبون القانونيون (CPA ).
- مكافح اختلاسات معتمد من الولايات المتحدة ( .(CFE
- مستشار مالي معتمد من كندا (CFC ).
- مُدرب معتمد للغة أوامر التدقيق من بلجيكا (ACL ).
- عضو مؤسس لجمعية الإمارات للمحاسبين والمدققين القانونين.
- عضو معترف به ضمن فئة معاوني القضاة في جدول الخبراء في محاكم دبي لإبداء الرأي الفني.
- جمعية تدقيق نظم المعلومات والرقابة ( الولايات المتحدة).
- معهد المدققين الداخليين (الولايات المتحدة).
- الجمعية الأمريكية للجودة (الولايات المتحدة).
- جمعية المحترفين الماليين لشؤون الضيافة والتكنولوجيا للقطاع الفندقي.
- مجمع المستشارين الماليين كندا.

## وصلات خارجية
- موقع الشيخ عادل الفهيم
- موقع الشيخ مصطفى البحياوي
- صحيفة البيان أرشيف الكاتب الشيخ عادل الفهيم
- موقع الشيخ محمود الزين